# Васюган
Васюга̀н е река в Русия, Южен Сибир, Томска област ляв приток на река Об. Дължината ѝ е 1082 km, която ѝ отрежда 42-ро място по дължина сред реките на Русия.
Река Васюган води началото си от Васюганските блата, разположени във Васюганската равнина (южната част на Западносибирската равнина), в югозападната част на Томска област, непосредствена близост до границата с Новосибирска област, на 135 m н.м. В горното си течение реката тече на северозапад, в средното на север, а в долното на изток. По цялото си протежение Васюган е типична равнинна река, като протича през силно заблатени райони, със спокойно и бавно течение и хиляди меандри. Горното течение се характеризира с ниски, заблатени брегове, а широката ѝ заливната тераса е осеяна със стотици езера и старици. В средното течение бреговете ѝ се повишават на места до 50 m над нивото на реката. В долното течение Васюган става пълноводна река, ширината на коритото ѝ на места надвишава 600 m, а заливната ѝ тераса много широка, с голямо количество плитчини, протоци, езера и острови. Влива се чрез няколко ръкава отляво в река Об. За основен е приет най-големия, който се влива при 2169 km на Об, на 44 m н.в. на 11 km северозападно от село Каргасок, Томска област.
Водосборният басейн на Васюган обхваща площ от 61 800 km2, което представлява 2,07% от водосборния басейн на река Об. Във водосборния басейн на реката попадат части от териториите на Омска и Томска област.
Границите на водосборния басейн на реката са следните:
- на югоизток – водосборния басейн на река Парабел, ляв приток на Об.
- на юг и югозапад – водосборния басейн на река Иртиш, ляв приток на Об;
- на запад и север – водосборните басейни на реките Голям Юган, Ларьоган и други по-малки леви притоци на Об.

Река Васюган получава 75 притока с дължина над 10 km, като 10 от тях са с дължина над 100 km:
- 652 → Чертала 311 / 6060, при бившето селище Огнев Яр
- 636 → Ягилъях 368 / 4680
- 607 → Еголъях 184 / 1790, при бившето селище Кунтики
- 517 → Келват 199 / 1690, на 8 km северно от село Айполово
- 452 → Катилга 120 / 1570, при село Катилга
- 402 → Махня 211 / 2110
- 342 → Кедровка 132 / 1190, на 8 km североизточно от село Нови Тевриз
- 331 ← Пеноровка 118 / 779, на 10 km източно от село Нови Тевриз
- 174 ← Нюролка 339 / 6110, при село Волчиха
- 114 ← Чижапка 511 / 13 800, при село Уст Чижапка

Подхранването на река Васюган е предимно снежно и по-малко дъждовно. Среден годишен отток при село Нуанак, на 63 km от устието 381 m3/s. Замръзва през ноември, а се размразява през май.
По течението на реката са разположени около 20 села в Томска област
Река Васюган е плавателна при пълноводие до село Грабцови, на 886 km от устието.